# NGC 861
NGC 861 é uma galáxia espiral (Sb) localizada na direcção da constelação de Triangulum. Possui uma declinação de +35° 54' 50" e uma ascensão recta de 2 horas, 15 minutos e 51,1 segundos.
A galáxia NGC 861 foi descoberta em 18 de Setembro de 1865 por Heinrich Louis d'Arrest.